# Septoria citri
Septoria citri è una specie di fungo ascomicete parassita delle piante. Causa la septoriosi degli agrumi.